# Dmitri Burago
Dmitri Yourievitch Burago (en russe : Дмитрий Юрьевич Бураго, né le 17 mai 1964 à Saint-Pétersbourg) est un mathématicien russo-américain spécialisé en géométrie différentielle, géométrie riemannienne, espace de Finsler, analyse géométrique, systèmes dynamiques et les applications à la physique mathématique.

## Biographie
Dmitri Burago est le fils du  géomètre et mathématicien russe Youri Burago, avec qui il a cosigné un livre  sur la géométrie métrique.
Burago étudie à la 45e École de Physique-Mathématiques de Saint-Pétersbourg. Burago obtient son doctorat en 1994 à l'Université d'État de Saint-Pétersbourg sous la direction d'Anatoly Vershik Il travaille à l'Institut de mathématiques Steklov de Saint-Pétersbourg ; depuis 1994 il est professeur au Center for Dynamical Systems and Geometry de l'université d'État de Pennsylvanie, et y a été nommé distinguished professor en 2013.

## Prix et distinctions
En 1992, il reçoit le prix « jeune mathématicien » de la Société mathématique de Saint-Pétersbourg. 
En 1997, il reçoit une bourse Sloan.
En 1998, il est conférencier invité au Congrès international des mathématiciens à Berlin. 
En 2014, il reçoit le prix Leroy P. Steele avec son père Youri Burago et Sergueï Vladimirovitch Ivanov pour leur livre A course in metric geometry.

## Publications (sélection)
- Dmitrij Burago, Youri D. Burago et Sergueï Ivanov, A course in metric geometry, American Mathematical Society, coll. « Graduate studies in mathematics » (no 33), 2001, xiv + 415 (ISBN 978-0-8218-2129-9)

- D. Burago, « Periodic Metrics », dans Seminar on Dynamical Systems, Birkhäuser Basel, 1994 (ISBN 978-3-0348-7517-2, DOI 10.1007/978-3-0348-7515-8_7), p. 90–95

- D. Burago et Sergueï Ivanov, « Riemannian tori without conjugate points are flat », Geometric and Functional Analysis, vol. 4, no 3,‎ mai 1994, p. 259–269 (DOI 10.1007/BF01896241)

- D. Burago, S. Ivanov et B. Kleiner, « On the structure of the stable norm of periodic metrics », Mathematical Research Letters, vol. 4, no 6,‎ novembre 1997, p. 791–808 (DOI 10.4310/MRL.1997.v4.n6.a2)

- D. Burago et S. Ivanov, « On partially hyperbolic diffeomorphisms of 3-manifolds with commutative fundamental group », dans Modern dynamical systems and applications: dedicated to Anatole Katok on his 60th birthday, Cambridge University Press, 2004 (ISBN 978-0-521-84073-6), p. 307-312

- D. Burago, S. Ivanov et L.Polterovich,, « Conjugation-invariant norms on groups of », dans Robert Penner (éditeur), Groups of diffeomorphisms in honor of Shigeyuki Morita on the occasion of his 60th birthday (2006), Mathematical Society of Japan, coll. « Advanced Studies in Pure Mathematics » (no 52) (ISBN 978-4-931469-48-8, zbMATH 1222.20031, arXiv 0710.1412).